# 國際冬季兩項聯盟
國際冬季兩項聯盟（International Biathlon Union，簡稱IBU）為國際間的冬季兩項運動管理組織，總部位於奧地利薩爾斯堡。

## 歷史
1948年8月3日成立的國際現代五項總會（法語：Union Internationale de Pentathlon Moderne，UIPM）在1956年更改為國際現代五項暨冬季兩項總會（法語：Union Internationale de Pentathlon Moderne et Biathlon，UIPMB），用來統一冬季兩項與現代五項的規則。
1993年7月2日在倫敦希斯洛的一場會議中，UIPMB將冬季兩項獨立出來設立國際冬季兩項聯盟，會議中同時選出了委員會，有57名委員由UIPMB轉至國際冬季兩項聯盟。同年12月12日國際冬季兩項聯盟設立在奧地利薩爾斯堡。1998年國際冬季兩項聯盟正式與UIPMB分開，同年8月國際奧林匹克委員會也認可其成為國際冬季奧運聯盟（英語：Association of International Olympic Winter Sports Federations）成員之一。1999年6月1日正式在奧地利薩爾斯堡註冊成立。
國際冬季兩項聯盟是目前最高的冬季兩項國際機關。

## 舉辦賽事
- 冬季兩項世界錦標賽
- 冬季兩項世界盃
- 國際冬季兩項聯盟盃